# مريم فردوس
مريم حامد فردوس طبيبة سعودية تمكنت من الغوص في القطب الشمالي، لتدخل التاريخ باعتبارها أول امراة عربية تغوص في تحت جليد القطب الشمالي. وتعتبر الدكتورة مريم، البالغة من العمر 33 عاماً، أول سعودية تغوص في اعماق المحيط القطبي الشمالي، وثالث امراة تتمكن من ذلك بعد امراتين روسيتين. وهي طبيبة حصلت على بكالوريس الطب والجراحة من جامعة الملك عبد العزيز بجدة في السعودية ثم حصلت على درجة الماجستيرمع مرتبة الشرف في علم الوبائيات من جامعة الملك سعود بن عبد العزيز للعلوم الصحية في مدينة الرياض وهي من مواليد مدينة مكة المكرمة في السعودية، وتقيم أيضا بها.

## الغوص في القطب الشمالي

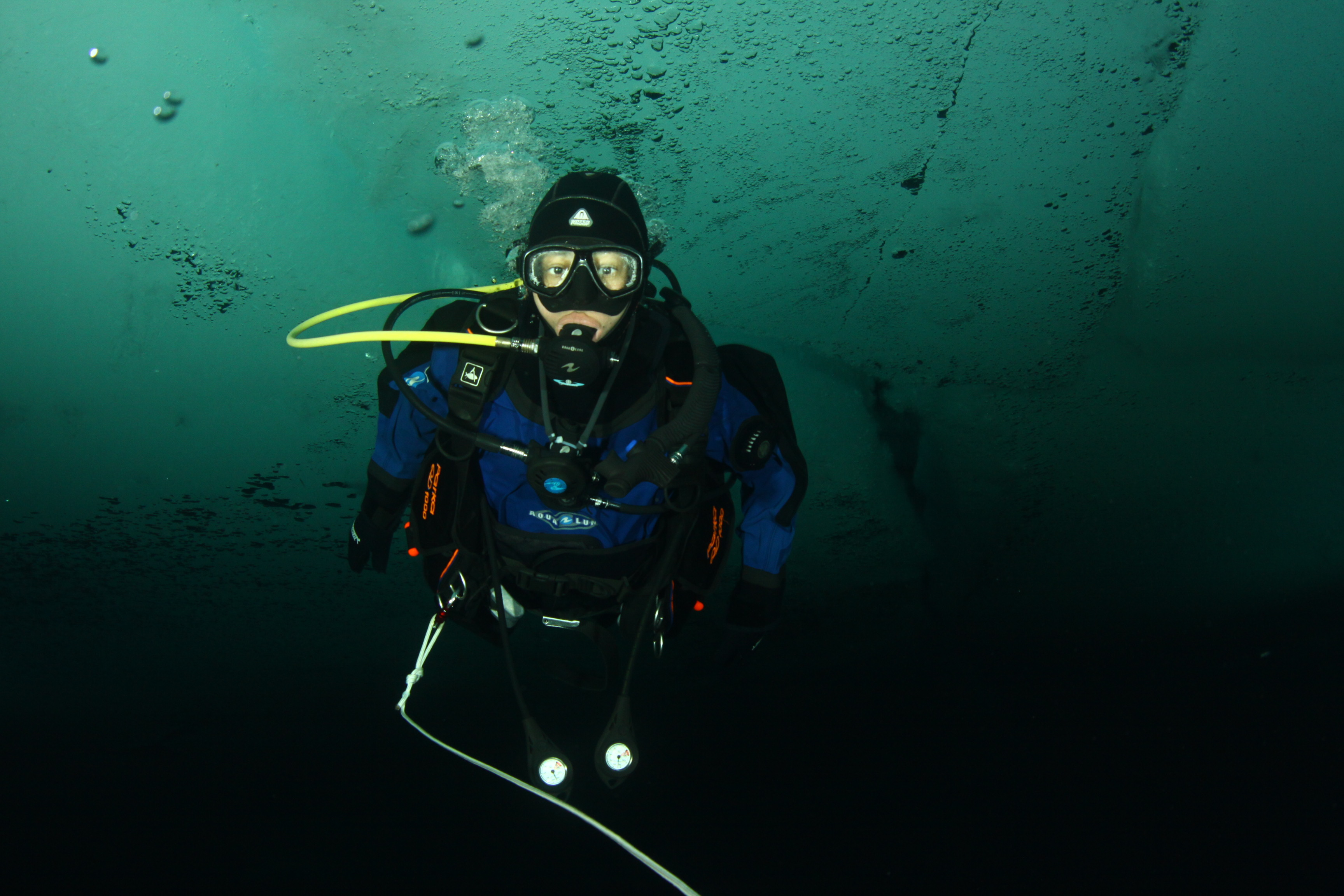

بعد بدء انتشار رياضات المغامرة في اوائل هذ العقد، أخذ غوص الجليد أحد أهم تلك الرياضات بالانتشار في العالم وخاصة في روسيا. حيث يقام سنويا مخيم ثلجي في القطب الشمالي يرتحل العلماء في مختلف المجالات اليه من كل مكان بالإضافة إلى الرياضيين والمغامرين. وقد سجلت الدكتورة مريم اسمها لتكون أحد هؤلاء النخبة حيث كانت ضمن بعثة رياضيه تضم أول رجل سعودي يحاول الغوص في القطب الشمالي تحت شعار على قمة العالم وقد انطلقت رحلتها من مدينة جدة لتلتقي مع بقية البعثات الرياضيه والعلميه الأخرى في جزيرة لونغياربين أكبر جزر ارخبيل سفالبارد النرويجيه.
تعد المشاركة في مثل هذه الرحلات إنجازا بحد ذاته وذلك لكثرة متطلباتها. حيث أن الدكتورة مريم قد بدات بالاستعداد لهذه الرحلة مدة عام كامل منذ اوائل عام 2015 م، وذلك لاستكمال متطلبات البعثة لتحصل على رخص الغوص بالبدلة الجافة وغوص الجليد وتحقيق عدد الغطسات المطلوبة لهذه الرحلة. وفي شهر أبريل عام 2016 م توجهت الدكتورة مريم إلى روسيا بالتحديد إلى قرية نيلموجوبا في مقاطعة كاريليا الروسية التي تطل على البحر الابيض وهو البحر الوحيد بالعالم الذي يتجمد كليا في فصل الشتاء ويستمر تجمده حتى أوائل الربيع من كل عام، للالتحاق بأعضاء البعثة الرياضية في الغوص ولإكمال آخر الاستعدادات بإشراف خبراء غوص وعلماء تابعين لجامعة موسكو ولم يقتصر التدريب على مهارات غوص الجليد فقط فكان على أعضاء البعثة ومن ضمنهم الدكتورة مريم اتقان الكثير من المهارات كالتعايش في منطقة جليديه قارسه والدفاع عن النفس في حالة تواجد الحيوانات المفترسة كالدببة القطبية وقص فتحات الغوص في الجليد ومهارات التخييم الأساسية بالقطب الشمالي. بعد ذلك انطلق أعضاء البعثة إلى القطب الشمالي مرورا بجزيرة لونغياربين التي تعد آخر المناطق المؤهولة بالسكان في شمال الكرة الأرضية وبعد انتظار طويل نتيجة سوء الاحوال الجوية توجهت كافة البعثات في رحلة عبر طيارة أنتونوف أن-74 العسكرية والمخصصة للطيران في اقسئ وأصعب الاحوال الجوية نحو مخيم بيرنيو الروسي الفريد من نوعه حيث أنه المخيم الوحيد الذي يقام على جليد عائم في العالم.

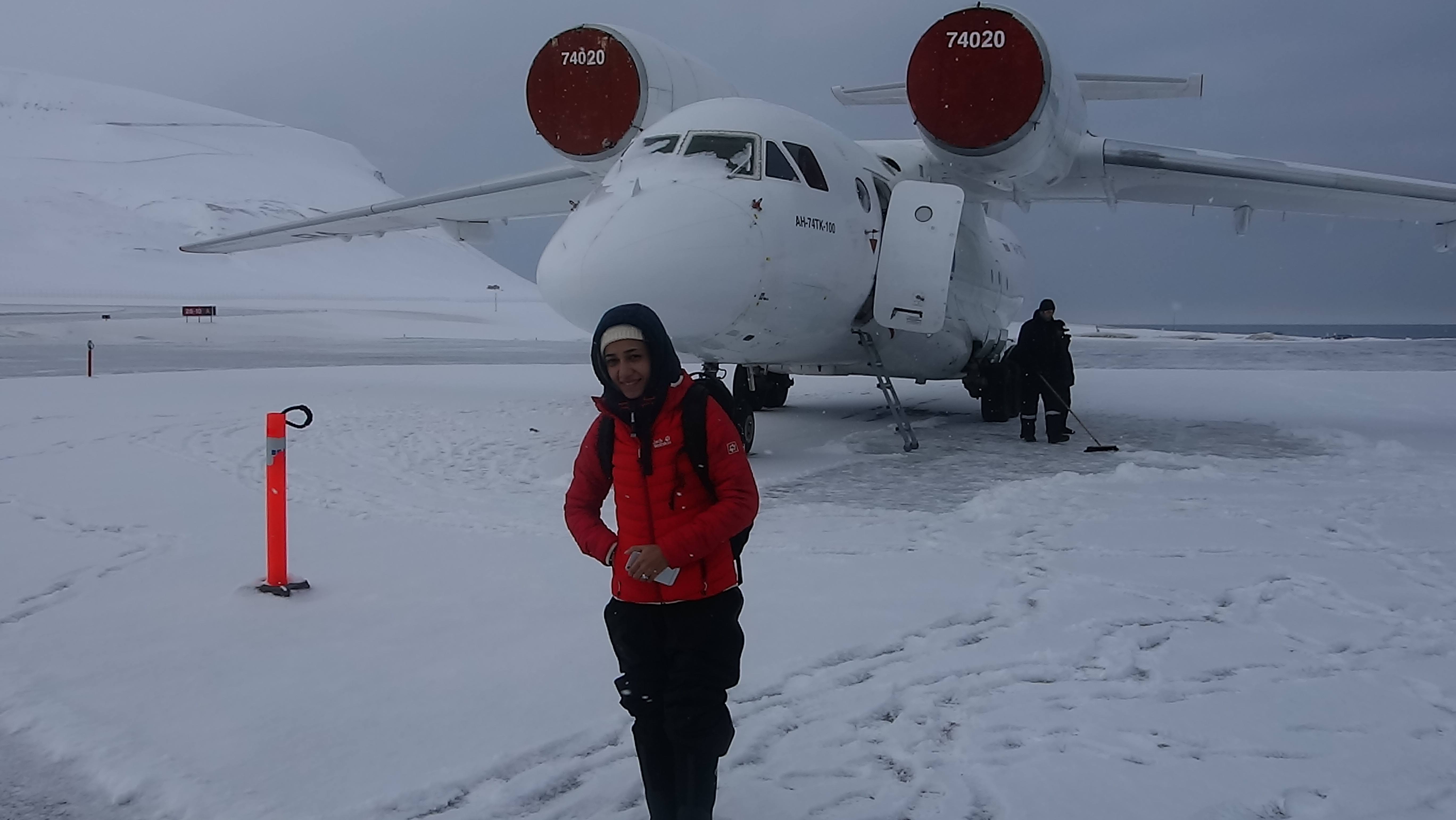

ومن هذا المخيم الذي يقع عند دائرة عرض 89°31.5′N 30°27′W شمالاً استقلت البعثة الرياضية المؤلفة من الدكتورة مريم فردوس والكابتن حسام شكري والمدرب الطبيب الاستشاري ايفان كورنبيرج والمدرب كوستانتين نوفاكوفاك طيارة الهليكوبتر Helicopter Mil Mi-8 الي القطب الشمالي الجغرافي عند نقطة الالتقاء خطوط الطول مع دوائر العرض عن درجة 90° شمالاً حيث انشئوا مخيمهم بانفسهم وبدوا الاستعداد للغطساتهم في القطب الشمالي.

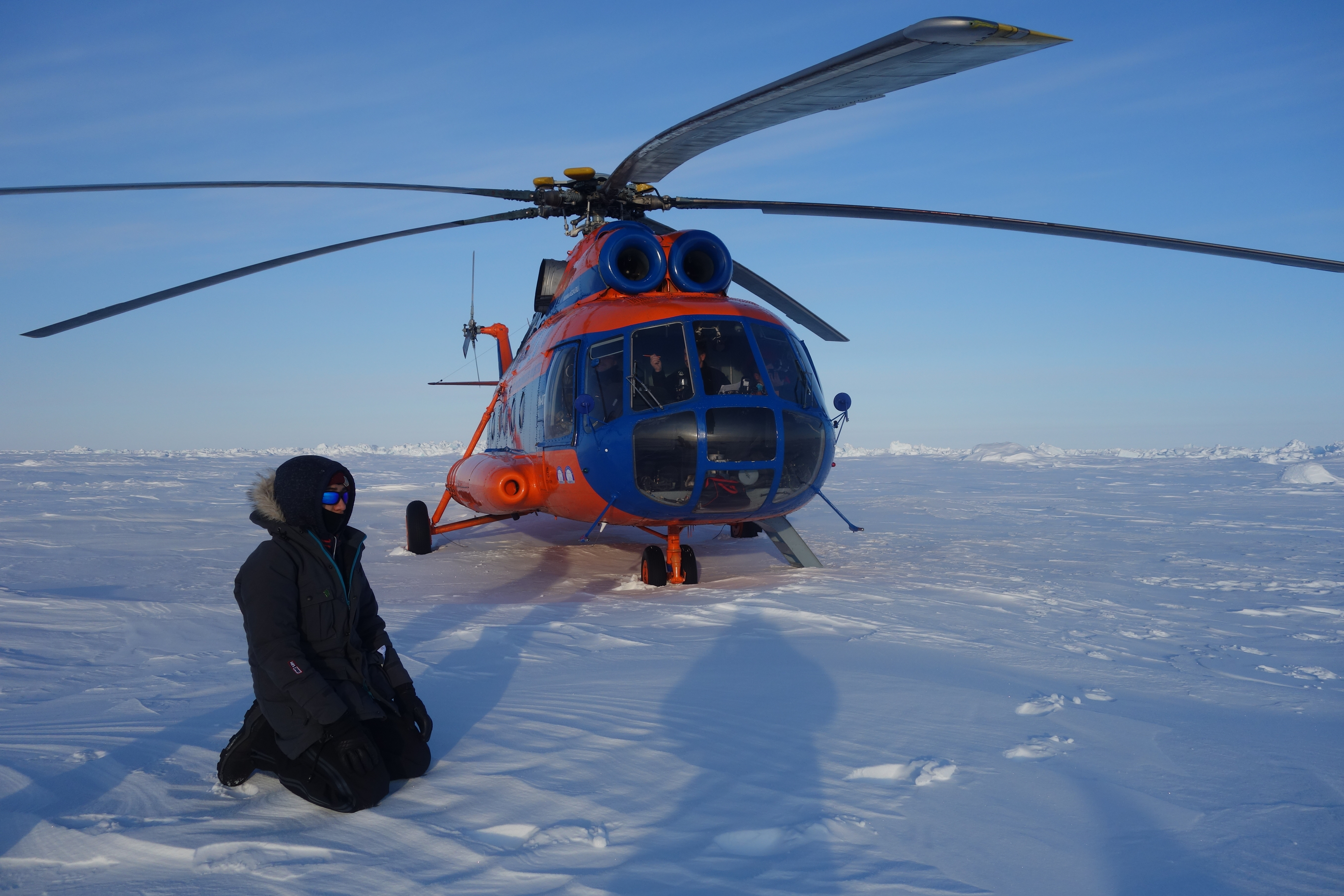

## مواجهة التحديات
يقول مدرب الفريق الاستشاري ايفان كورنبيرج إن الدكتورة مريم قد تلقت اصابة في كتفها أثناء تمرينها في روسيا قبل التحاق البعثة ببقية البعثات في مدينة لونغييرين في جزيرة سبيتسييرغن وبذلت جهوداً مُضنية لتكمل بقية التدريبات من أجل تحقيق هدفها في الغوص بالقطب الشمالي، ولم تكن هذه هي الصعوبات الوحيدة التي واجهتها الدكتورة مريم حيث أنها تعرضت أيضا لحالة طبيه أخرى بعد غطستها الثانية بالقطب الشمالي حيث اصابها انخفاض مفاجي في درجة الحرارة اقل من 36.5° والتي افقدتها وعيها في تلك الاجواء وقام الاستشاري الدكتور ايفان بإسعافها بما يلزم حتئ عادت إلى وعيها ونشاطها.

## سابقة في تاريخ المرأة السعودية
فرضت الدكتورة مريم فردوس اسمها بين أوائل النساء في المملكة العربية السعودية في مجال الرياضة والذي يعتبر مجال جديدا  ،أولت له الحكومة السعودية مؤخراً اهتماماً ملحوظاً خصوصا بعد تعيين الاميرة ريما بنت بندر بن سلطان آل سعود وكيل الرئيس للقسم النسائي بالهيئة العامة للرياضة 
للإشارة فقط وصل إلى القطب الشمالي اقل من آلاف شخص في العالم بينهم العلماء والجيولوجيين و الرياضيين، وقد تمكن من الغوص فيه حوالي ثلاثون شخص فقط منذ عام 2008.
ونشرت عنها صحيفة «هافينجتون بوست» العربية قصة مغامرتها في تقرير مطول، مشيرة إلى أن الطبيبة الشابة المتخصصة في طب الأطفال لم تتخلَّ عن حلمها وممارسة هوياتها المفضلة حتى وصلت إلى العالمية.